# Iglesia de Nuestra Señora de la Victoria (Luanda)
La Iglesia de Nuestra Señora de la Victoria (en portugués: Igreja de Nossa Senhora da Victoria) se ubica cerca de las orillas del río Cuanza en Massanganu, provincia de Kwanza-Norte, en el país africano de Angola.
Esta iglesia fue el primer edificio fuera del por entonces, pueblo de S. Paulo (Luanda). Su construcción duró aproximadamente 7 años, probablemente entre 1583 y 1590. Massanganu fue utilizado como un centro de comercio y de las operaciones militares en el interior del País. También fue utilizado como centro religioso al haber sido elevado a Sede del Gobierno eclesiástico, entre 1641 y 1648, durante la ocupación holandesa de Luanda.